# Csárdaszállás (stacja kolejowa)
Csárdaszállás (węg. Csárdaszállás vasútállomás) – przystanek kolejowy w miejscowości Csárdaszállás, w komitacie Békés, na Węgrzech. 
Stacja obsługuje pociągi regionalne i niektóre pociągi InterCity. 

## Linie kolejowe
- Linia 120 Budapest – Újszász – Szolnok – Lőkösháza